# Zell an der Pram
Zell an der Pram é um município com 2013 habitantes, situado no distrito de Schärding, na região da Alta Áustria, na Áustria. O distrito judicial correspondente é Schärding. As imagens dominantes da vila são a igreja da paróquia e o castelo, com os afrescos do pintor da corte de Munique Christian Wink.

## Geografia
Zell an der Pram fica a 367 m de altitude, no chamado "Distrito do Rio Inn", no Innviertel. A extensão norte-sul é de 8,5 km, sendo a de oeste para o leste de 5,2 km. A área total é de 23,3 km². 13,7 % da área estão arborizados, 75,5% da área estão sendo usados para agricultura.
As partes da vila são: Aigelprechting, Blümling, Brandesleiten, Dobl, Dorf, Eichberg, Fuckersberg, Gmeinedt, Habekendobl, Hellwagen, Hochfeld, Holzedt, Hub, Jebling, Krena, Obergriesbach, Ornetsedt, Point, Reischenbach, Schwarzgrub, Sienleiten, Spitzfeld, Stögen, Tischling, Weireth, Wiesing, Wildhag, Willing, Würting, Zell an der Pram.

## Brasão
O brasão é formado por um atiçador em prata num fundo vermelho, a barbela esquerda colocada para baixo e direcionada em sentido contrário. As cores do município são vermelho e branco.

## História
Desde da fundação do Ducado Baviera, a vila permaneceu bávara até 1780 e tornou-se austríaca com a Paz de Teschen, junto com o Innviertel inteiro. Ficou bávara por pouco tempo outra vez, na altura das guerras napoleónicas, mas pertence definitivamente à Áustria desde 1814. Após o Anschluss (anexação) de Hitler ao Terceiro Reich, no dia 13 de março de 1938, a cidade pertencia ao "Gau Oberdonau" (danúbio alto). Em 1945, seguiu o restabelecimento da Alta Áustria.

## Política
O prefeito é Matthias Bauer do partido ÖVP.

## Desenvolvimento da População
Segundo o censo de 1991, a vila tinha 2.015 habitantes. Em 2001, foram contados 1.990 habitantes.

## Esporte
As atividades esportivas locais são geralmente incentivadas pela união esportiva, que oferece um campo de futebol, um campo de voleibol e recintos de Asphaltstock, que é uma espécie de curling em asfalto. Salienta-se em especial o time local de faustebol, que conseguiu o título de campeão nacional na categoria de menos de 14 anos em 2006.

## Economia e infraestrutura
A economia é fortemente dependente da agricultura, que consiste de gado (de leite), cultura de campo e hortos florestais/viveiros.

## Trânsito
Pela estrada federal B 137 e pelos ÖBB (empresa de trem nacional austríaca), Zell an der Pram está sendo bem conectada à infraestrutura superregional. Encontra-se acessível uma rodovia nacional a poucos minutos da vila.

## Personagens Importantes
- Ludwig Daxberger, Compositor e Mestre da Capela da catedral de Linz
- Josef Furthner, escultor